# Vals Im Bashir
Vals Im Bashir (Hebreeuws: ואלס עם באשיר, internationale titel: Waltz with Bashir) is een (Hebreeuws gesproken) geanimeerde, autobiografische documentaire uit 2008. Regisseur Ari Folman speelt zichzelf als hoofdpersonage dat op zoek gaat naar zijn eigen herinneringen aan de Libanese Burgeroorlog, waar hij als soldaat van het Israëlische leger tijdens een invasie in 1982 heen werd gestuurd. De filmtitel verwijst naar de destijds vermoorde president Bashir Gemayel.
Vals Im Bashir werd in 2009 genomineerd voor de Oscar voor beste niet-Engelstalige film, hoewel het een animatiefilm betreft. De productie kreeg meer dan veertig andere prijzen daadwerkelijk toegekend, waaronder de Ophir Award voor beste film, een Golden Globe (voor beste buitenlandse film), een César, een British Independent Film Award (beide voor Folman) en een European Film Award (voor de filmmuziek van componist Max Richter).

## Verhaal
Op een avond in 2006 zit filmregisseur Ari Folman in een café een gesprek te voeren met zijn landgenoot Boaz Rein-Buskila. Die vertelt hem dat hij sinds twee jaar regelmatig geplaagd wordt door een terugkerende nachtmerrie. Hierin rennen 26 wilde honden de stad door om zich uiteindelijk met beschuldigende blikken onder zijn raam te melden. Rein-Buskila weet ook de oorzaak van zijn droom. Meer dan twintig jaar daarvoor werd hij met het Israëlische leger de Libanese Burgeroorlog ingestuurd en moest hij daar met zijn peloton zoeken naar Palestijnse verdachten. Er liepen niettemin troepen wilde honden rond die aansloegen als ze mensen zagen. Rein-Buskila kreeg daarom de opdracht de honden af te schieten zodat die de aanwezigheid van de soldaten niet konden verraden. Hij schoot er daarop 26 af.
Voor Folman was het aanhoren van Rein-Buskilas verhaal de eerste keer in meer dan twintig jaar dat hij dacht aan de burgeroorlog in Libanon, waar hij zelf aanwezig was tijdens een invasie in West-Beiroet. Desondanks is zijn enige herinnering aan die tijd de aanvang van de bloedbaden in Sabra en Shatila. Hij ziet zichzelf in gedachten vanuit het water het land oplopen en de vluchtelingenkampen binnentrekken, maar verder niets. Folman wil toch weten waar hij destijds precies getuige van is geweest en helemaal wat zijn eigen rol in de gebeurtenissen is geweest. Hij probeert dit uit zijn geheugen op te diepen door op aanraden van een psycholoog te gaan praten met vrienden en betrokkenen uit die tijd.
Zo komen Folmans verdrongen herinneringen langzaam maar zeker boven. Hij herbeleeft daarmee een zo bizarre tijd dat die steeds meer als een waas aan hem voorbijtrok. Hierin leek in zijn ogen alle menselijkheid steeds meer verdwenen, iedere burger of soldaat ter plaatse liep op ieder moment van de dag het risico te worden vermoord tijdens een willekeurige aanslag en de opkomst van de autobom zorgde voor zenuwslopende onzekerheid. Tegelijkertijd probeert hij tijdens gesprekken met verschillende psychologen te achterhalen hoe het kan dat heel zijn ervaringen overlevend tussen de massamoordende Falangisten meer dan twintig jaar begraven hebben gelegen in zijn onderbewuste en in hoeverre wat nu bovenkomt klopt.

## Stemverdeling
- Ron Ben-Yishai - zichzelf
- Ronny Dayag - zichzelf
- Ari Folman - zichzelf
- Dror Harazi - zichzelf
- Ori Sivan - hijzelf
- Zahava Solomon - haarzelf
- Carmi Cna'an - Yehezkel Lazarov
- Boaz Rein-Buskila - Mickey Leon